# Рябушинские
Рябуши́нские — династия российских предпринимателей.

## Деятельность Рябушинских
Основателями династии стали калужские крестьяне — старообрядцы Михаил Яковлевич Рябушинский (Ребушинский) и его сыновья, Павел (1820—1899) и Василий (1826—1885). В 1846 году в Голутвине они основали небольшую текстильную фабрику, которой владели до 1865 года. После смерти отца братья, получив «наследственный и нераздельный капитал», в 1859 году заявили себя купцами 2-й гильдии и вскоре перешли в 1-ю гильдию. В 1867 году братьями был учреждён торговый дом «П. и В. братья Рябушинские». В Вышневолоцком уезде (Заворово) ими был открыт ряд фабрик, начиная с приобретённой в 1869 году у Шилова бумагопрядильной фабрики. В 1874 году они выстроили там ткацкую, а в 1875 году — красильную, отбельную и аппретурную фабрики. В 1887 году, после смерти брата, потомственный почётный гражданин Павел Михайлович Рябушинский учредил «Товарищество мануфактур П. М. Рябушинского с сыновьями» с основным капиталом в 2 млн рублей, разделенным на 1000 именных паёв. 12 июня 1871 года торговый дом «П. и В. братья Рябушинские» стал одним из соучредителей Московского торгового банка с первоначальным складочным капиталом 2 млн рублей.
Когда 15 июня 1894 года было разрешено увеличить основной капитал Товарищества вдвое, из 1000 паев 787 принадлежали П. М. Рябушинскому, 200 паев  — его жене А. С. Рябушинской, по 5 паев — старшему сыну П. П. Рябушинскому и коломенскому мещанину К. Г. Климентову, по 1 паю ещё трём держателям, не имевшим права голоса.
После смерти, 21 декабря 1899 года, Павла Михайловича каждому из 8 сыновей досталось в наследство по 200 паёв Товарищества. К чрезвычайному собранию акционеров 19 апреля 1901 года братья были держателями 1593 паев: Павел — 253, Сергей — 255, Владимир — 230, Степан — 255, Николай — 200, Михаил — 200, Дмитрий — 200. Старший брат Павел стал директором-распорядителем Товарищества.

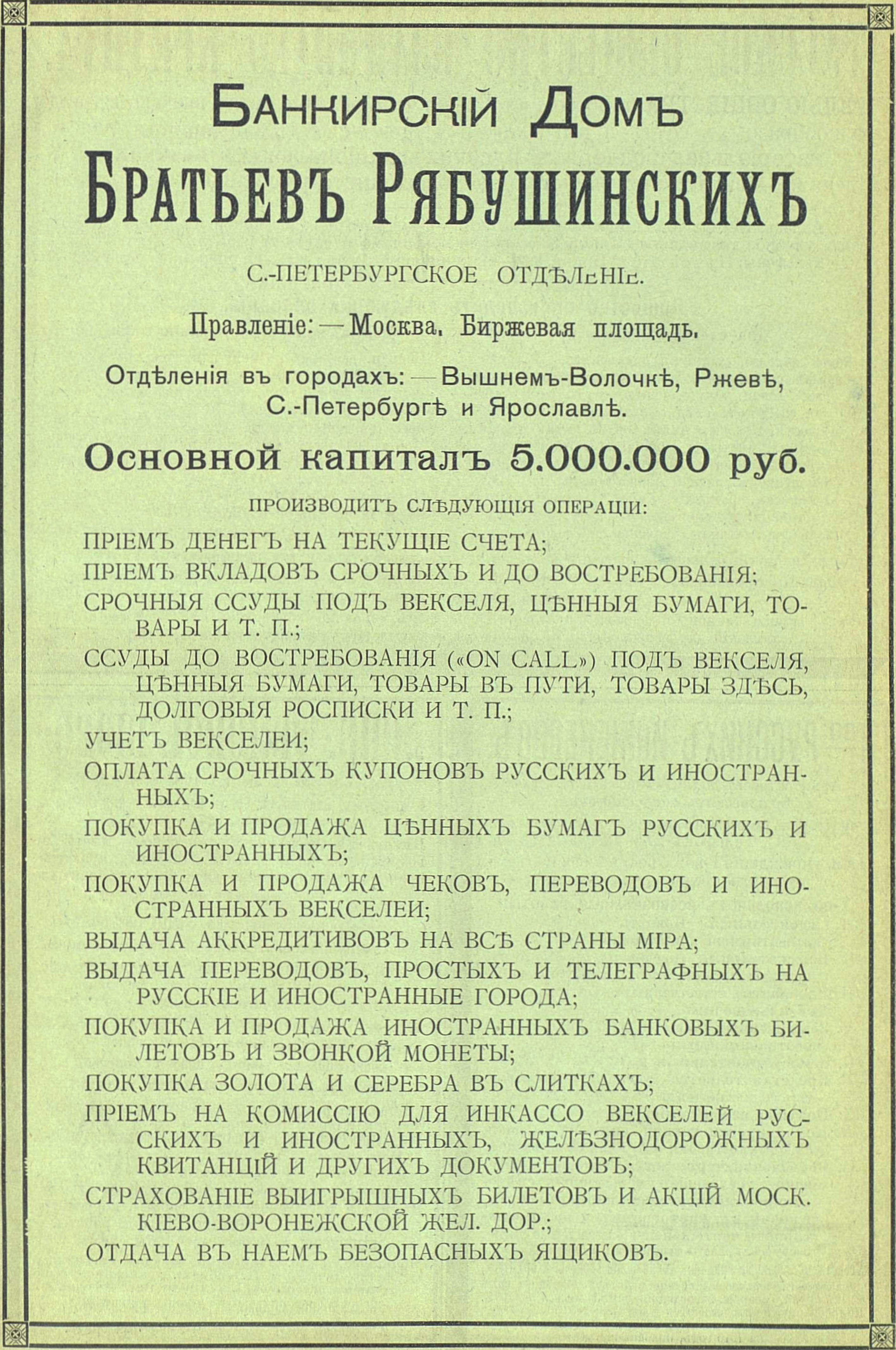
Реклама Банкирского дома братьев Рябушинских, 1910 год.

25 апреля 1902 года правление Товарищества обратилось в Министерство финансов с прошением разрешить увеличить основной капитал за счёт нового выпуска 2750 паев, которые должны были пойти не только на расширение производства, но и на банковскую деятельность. Однако прошение было отклонено и для ведения банковских операций Рябушинским было предложено открыть отдельный банкирский дом и 30 мая 1902 года был заключён договор об образовании «Банкирского дома братьев Рябушинских»; полными его товарищами-совладельцами были заявлены шесть братьев: Павел, Владимир, Михаил, Сергей и Дмитрий вносили по 200 тысяч рублей; Степан — 50 тысяч рублей. В 1903 году совладельцем стал младший брат — Фёдор, а доля участия каждого была увеличена до 714 285 рублей. В последующем основной капитал банкирского дома был увеличен до 5 млн рублей. В 1912 году он был преобразован в Московский банк с капиталом 10 млн рублей и к 1914 году вырос до 25 млн. Как и в банкирском доме, правление банка возглавляли Михаил и Владимир Павловичи Рябушинские, а также А. Ф. Дзержинский.
После трагической смерти (самоубийства) учредителя Харьковского земельного банка А. К. Алчевского, Рябушинские скупили подешевевшие акции банка. В результате, на общем собрании акционеров Харьковского Земельного банка в марте 1902 года было избрано его правление в составе трёх братьев Рябушинских — Владимира, Павла и Михаила и двух их родственников — В. Корнева и М. Антропова. В число акционеров Харьковского земельного банка был включён «Банкирский дом братьев Рябушинских». Внимание братьев привлёк Волжско-Камский банк.
28 апреля 1913 года был утверждён устав «Товарищества на паях Типографии Рябушинских в Москве» на Страстном бульваре (Путинковский переулок, д. 3). Из 100 паёв 963 пая были у старшего брата П. П. Рябушинского. Младший брат, Ф. П. Рябушинский сосредоточил свою деятельность в организованном братьями «Товариществе Окуловских писчебумажных фабрик».
В годы первой мировой войны Рябушинские приобрели предприятия в лесопромышленной и металлообрабатывающей промышленности. В октябре 1916 года были скуплены паи крупнейшего на севере России лесного предприятия товарищества Беломорских лесопильных заводов «Н. Русанов и сын», заводы которого были расположены в Архангельске, Мезени и Ковде. Были куплены паи товарищества «Братья Нобель». Началось строительство автомобильного завода: в рамках правительственной программы создания в России автомобильной промышленности постройку «завода АМО» взялся «Торговый дом Кузнецов, Рябушинские и К˚».
Вместе с С. Н. Третьяковым Рябушинские создали «Русское льнопромышленное акционерное общество» («РАЛО») с основным капиталом в 1 млн рублей (80% — Рябушинские); в 1913 году была приобретена одна из лучших фабрик в России по изготовлению высших сортов льняного товара — фабрика А. А. Локолова (председателем правления Общества А. А. Локолова стал С. Н. Третьяков) и «марка „Рало“ стала быстро первоклассной маркой как на внутреннем, так и на заграничном рынках».
В 1915 году для общего управления было создано среднероссийское торгово-промышленное общество «Ростор», единоличным владельцем которого был Московский банк.
Братья входили в число лидеров партии «прогрессистов», издавали газету «Утро России». Известностью пользовались художественные собрания братьев (особенно коллекция икон Степана Павловича). После революции все братья эмигрировали во Францию.
В 1937 году Михаил пишет брату Николаю из Лондона: «Ты знаешь, Николаша, что мне не хватает… Еда в хорошем ресторане, жизнь и путешествия в хорошей гостинице, тратить сколько хочу, не считая, сколько у меня в кармане… Жить в определенных рамках – это убивает всякую радость».
А вот письмо 1945 года – опять же Николаю: «Материально мои дела были очень плохи. Постепенно шел в этом отношении вниз. И вот однажды, с Божьей помощью, я посмотрел в окно антиквара. Решил войти. Спросил, могу я взять образец старинного чайного сервиза (Рокихам). Антиквар согласился. Я поехал на басе в Вест-Энд, Бонд-стрит, вошел в известный антикварный магазин и предложил сервиз по образцу и моим сертификациям… Бондский антиквар купил. Я заработал свою первую комиссию – два с половиной английских фунта. Это было свыше трех лет назад. С тех времен дело у меня пошло и стало развиваться, я продолжаю как агент по старине и искусству. В душе моей удовлетворение, что я люблю свою работу. И встал на ноги опять, без всякой помощи со стороны».
Ещё позже Михаил скажет: «Не нужно думать, что благословение Божье только в богатстве. Многих из нас когда-то Господь благословил богатством, а сейчас бедностью и даже нищетой. Это благословение, думается, еще выше». Михаил Павлович дожил до 80 лет и умер в Лондоне в больнице для бедных.